# Rosvitha Okou
Bodjiho Rosvitha Okou (* 5. September 1986 in Gagnoa) ist eine ivorische Hürdenläuferin, die auch die französische Staatsbürgerschaft besitzt und für das sie bis 2012 an den Start ging.

## Sportliche Laufbahn
Erste internationale Erfahrungen sammelte Rosvitha Okou bei den Junioreneuropameisterschaften 2005 in Kaunas, bei denen sie mit 14,89 s in der ersten Runde ausschied. 2012 wurde sie bereits für die Elfenbeinküste startend in 13,74 s Sechste bei den Afrikameisterschaften in Porto-Novo und qualifizierte sich auch für die Olympischen Spiele in London, bei denen sie mit 13,62 s im Vorlauf ausschied. Im Jahr darauf belegte sie bei den Spielen der Frankophonie in Nizza in 13,69 s den fünften Platz, wie auch mit der ivorischen 4-mal-100-Meter-Staffel in 45,84 s. 2014 gewann sie bei den Afrikameisterschaften in Marrakesch in 13,26 s die Silbermedaille hinter der Südafrikanerin Rikenette Steenkamp. Bei den Afrikaspielen in Brazzaville im Jahr darauf gewann sie mit der Staffel in 43,98 s die Bronzemedaille hinter den Mannschaften aus Nigeria und Ghana. Zudem wurde sie im Hürdenlauf in 13,32 s Vierte. Auch bei den Spielen der Frankophonie zwei Jahre später in Abidjan gelangte sie in 13,59 s auf den vierten Platz. 2018 gewann sie bei den Afrikameisterschaften in Asaba in 13,39 s die Bronzemedaille im Hürdenlauf hinter der Nigerianerin Tobi Amusan und der Südafrikanerin Steenkamp. Zudem sicherte sie sich mit der Staffel in 44,40 s die Silbermedaille hinter Nigeria.
2019 nahm Okou erneut an den Afrikaspielen in Rabat teil und belegte dort in 13,72 s den fünften Platz. 

## Persönliche Bestzeiten
- 100 m Hürden: 13,13 s (+0,1 m/s), 10. August 2011 in La Roche-sur-Yon
- 100 m Hürden: 13,14 s (+1,4 m/s), 12. Juli 2014 in Reims (Ivorischer Rekord)
  - 60 m Hürden (Halle): 8,17 s, 1. Februar 2014 in Mondeville (Ivorischer Rekord)